# KTS Tarnobrzeg
Le KTS (Klub Tenisa Stołowego en polonais) Zamek - OWG Tarnobrzeg est un club polonais de tennis de table situé à Tarnobrzeg. La section féminine a écrit les principales lignes du palmarès du club.

## Effectif 2015/2016
- Kinga Stefańska
- Li Qian
- Han Ying
- Natalia Partyka
- Yoshida Mitsuki
- Pan Yingying

- Entraîneur : Zbigniew Nęcek (depuis août 1986),

## Palmarès
- Ligue des champions :
  - Vainqueur en 2019, 2022, 2023 et 2024.
  - Finaliste en 2016 et 2017
- ETTU Cup (1) :
  - Vainqueur en 2015
  - Finaliste en 2008, 2009, 2010 et 2013
- Coupe d'Europe des Clubs Champions :
  - Finaliste en 1999
- Championnat de Pologne (29) :
  - Champion à 22 reprises à l'issue de la saison 2019-2020